# Viterbo
Viterbo je glavni grad istoimene talijanske pokrajine u Laziju. Grad je 2011. godine imao 63.209 stanovnika.

## Povijest
Viterbo je grad etruščanskog podrijetla, koji su Rimljani zauzeli oko 310. godine pr. Kr. Oko 774. Viterbo je bio jedan od gradova Langobardskog Kraljevstva koje se protezalo u Toskanu, područje koje je Matilda Toskanska dala papi u 11. stoljeću. Od 1193. Viterbo je samostalna komuna i biskupsko sjedište.
Sljedeća tri stoljeća Viterbo je bio predmet sporova između papa i vladara Svetog Rimskog Carstva, sve dok nije postao papin posjed 1396. godine. Od 1257. godine kada su pape izgradile svoju rezidenciju, Viterbo se po svom rasporedu mogao usporediti s Rimom, ali njegova važnost opada 1309. godine nakon što su se pape preselile u Avignon u Francuskoj. Tijekom Drugog svjetskog rata gotovo 70 % grada je uništeno.

## Prijateljski gradovi
| - Binghamton - Albany - Santa Rosa de Viterbo | - Gubbio - Palmi - Nola | - Sassari - Campobasso - Springfield (Massachusetts) |